# Palangka Raya
Palangka Raya es la capital de la provincia de Borneo Central en la isla de Borneo, Indonesia. La ciudad está situada entre los ríos Kahayan y Sabangau. Tenía una población de 220,962 habitantes en el censo de 2010 y una densidad de población promedio de 92,1 h/km². La última estimación oficial (a enero de 2014) fue de 236.601 habitantes.
La ciudad fue establecida en 1957 (Ley de Emergencia 10-1957 sobre el establecimiento de la Región Autónoma Kalimantan Central Nivel I).